# Nyugi, gyalog nem jut messzire
A Nyugi, gyalog nem jut messzire (eredeti cím: Don't Worry, He Won't Get Far on Foot) 2018-ban bemutatott amerikai életrajzi filmdráma, melyet John Callahan Don't Worry, He Won't Get Far on Foot című memoárja alapján Gus Van Sant írt és rendezett. A főbb szerepekben Joaquin Phoenix, Jonah Hill, Rooney Mara és Jack Black látható.
A film világpremierje a Sundance Filmfesztiválon volt 2018. január 19-én, majd 2018. július 13-án jelentette meg az Amazon Studios. Magyarországon DVD-n adták ki szinkronizálva 2021 májusában.
A film középpontjában John, a nemrég lebénult alkoholista áll, aki sötét humorú újságkarikatúrák rajzolásában találja meg boldogságát.

## Cselekmény
John Callahan karikaturista egy buliban találkozik Dexterrel, később ittas állapotban autóba szállnak. Dexter autóbalesetet okoz, melynek eredményeképpen John kerekesszékes lesz. John hamar beleszeret egy Annu nevű svéd gyógytornászba, aki a kórházban kezeli, majd később a barátnője lesz. John miután leszokik az ivásról, az anonim alkoholisták szponzora, Donnie segít neki új életet kezdeni, és sötét humorú karikatúrák rajzolásával kezd el foglalkozni.

## Szereplők
| Színész             | Szerep                      | Magyar hang         |
| ------------------- | --------------------------- | ------------------- |
| Joaquin Phoenix     | John Callahan               | Rába Roland         |
| Ethan Michael Mora  | John Callahan fiatalon      |                     |
| Jonah Hill          | Donnie Green                | Elek Ferenc         |
| Rooney Mara         | Annu                        | Bartsch Kata        |
| Jack Black          | Dexter                      | Kálloy Molnár Péter |
| Mark Webber         | Mike                        | Makranczi Zalán     |
| Udo Kier            | Hans                        | Mertz Tibor         |
| Kim Gordon          | Corky                       | Kiss Mari           |
| Beth Ditto          | Reba                        | Takács Nóra Diána   |
| Carrie Brownstein   | Suzanne                     | Pálfi Kata          |
| Heather Matarazzo   | Shannon                     |                     |
| Tony Greenhand      | Tim                         | Kenéz Ágoston       |
| Olivia Hamilton     | Lily nővér                  | Tóth Zsófia         |
| Angelique Rivera    | Terry Alvarado              | Tóth Zsófia         |
| Ronnie Adrian       | Martingale                  | Jéger Zsombor       |
| Rebecca Rittenhouse | Bonnie                      | Kanyó Kata          |
| Ron Perkins         | Morton Kimble               |                     |
| Rebecca Field       | Margie Bighew               | Sipos Vera          |
| Emilio Rivera       | Jesus Alvarado              |                     |
| Sunny Suljic        | gördeszkás                  |                     |
| Mireille Enos       | John szellem anyja          |                     |
| Nick Rutherford     | Ittas                       |                     |
| Betsy Sodaro        | Powell információs személye |                     |

## Bemutató
2017 márciusában megerősítették, hogy az Amazon Studios fogja terjeszti a filmet. Világpremierje a Sundance Filmfesztiválon volt 2018. január 19-én és 2018. február 20-án a Berlini Nemzetközi Filmfesztiválon is bemutatták. A tervek szerint 2018. május 11-én jelent volna meg, de 2018. július 13-ig eltolták.

## Fordítás
- Ez a szócikk részben vagy egészben  a   Don't Worry, He Won't Get Far on Foot című angol Wikipédia-szócikk fordításán alapul.  Az eredeti cikk szerkesztőit annak laptörténete sorolja fel. Ez a jelzés csupán a megfogalmazás eredetét és a szerzői jogokat jelzi, nem szolgál a cikkben szereplő információk forrásmegjelöléseként.